# Saint-Bonnet-près-Orcival
 Saint-Bonnet-près-Orcival  es una población y comuna francesa, situada en la región de Auvernia, departamento de Puy-de-Dôme, en el distrito de Clermont-Ferrand y cantón de Rochefort-Montagne.

## Demografía
| 485 | 474 | 398 | 369 | 414 | 382 |
| Para los censos de 1962 a 1999 la población legal corresponde a la población sin duplicidades (Fuente: INSEE [Consultar]) |     |     |     |     |     |